# Limes (periodico)
Limes - Rivista Italiana di Geopolitica (reso graficamente liMes) è una rivista italiana di geopolitica facente parte di GEDI Gruppo Editoriale. È stata fondata nel 1993 da Lucio Caracciolo, che la dirige.

## Storia
La rivista nasce dopo il crollo del Muro di Berlino in un periodo caratterizzato da straordinari cambiamenti dal punto di vista geopolitico. Fondatore della rivista è Lucio Caracciolo, che ne viene nominato direttore. Nata bimestrale, dal 2013 è diventata mensile. Dal novembre 1996 la Gallimard ha pubblicato anche la versione francese della rivista, continuata poi per qualche numero dalla Golias dal 1999.
Limes si basa sull'incrocio di competenze e approcci diversi e si occupa dei grandi temi di attualità internazionale. Alla rivista collaborano studiosi (storici, geografi, sociologi, politologi, giuristi, antropologi) e decisori (politici, diplomatici, militari, imprenditori, manager). Oltre ai numeri della rivista, sul sito vengono pubblicate analisi di attualità internazionale che non compaiono tra gli articoli dell'edizione cartacea. Nella rubrica gratuita Il mondo oggi vengono quotidianamente analizzati i fatti più importanti della giornata in chiave geopolitica.
Dal 2014 la rivista organizza annualmente al Palazzo Ducale di Genova il Festival di Limes, una tre giorni di dibattiti e seminari in cui gli esperti della rivista affrontano con ospiti italiani e internazionali tematiche che toccano i rapporti fra le nazioni, in particolare quelle di maggior impatto sull'Italia.

Dal 2020 Limes organizza inoltre a Trieste Le Giornate del Mare, evento nato in occasione dell'uscita del numero L'Italia è il mare per favorire la riflessione e il dibattito sulla centrale importanza geostrategica del Mediterraneo e delle vie marittime per l’Italia, con la partecipazione di decisori, di analisti e della Marina Militare.

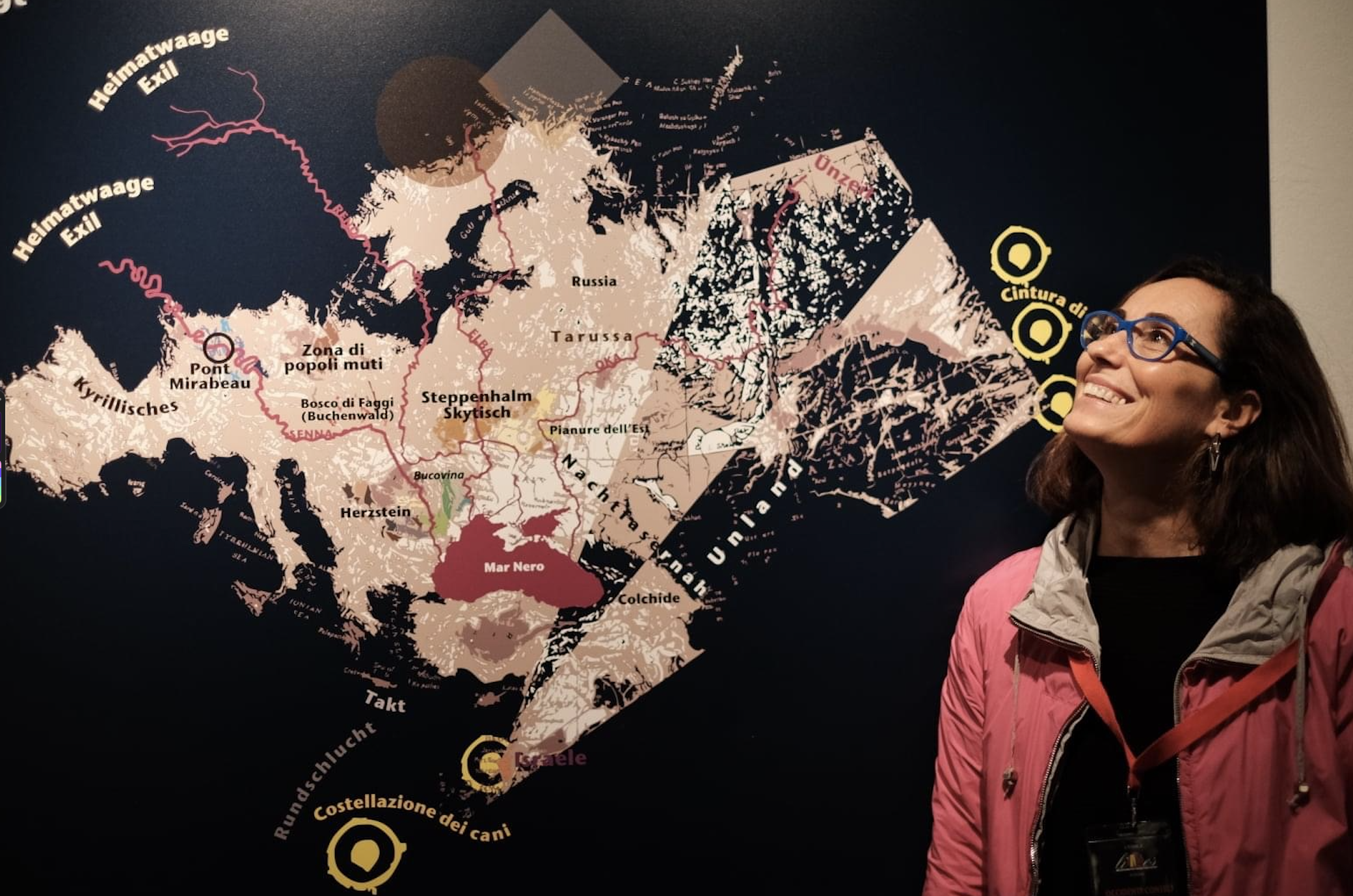
Laura Canali, cartografa di Limes

Del consiglio scientifico ed editoriale fanno parte, tra i numerosi giornalisti, scienziati e politici, anche molti saggisti e accademici; alcuni di loro siedono anche nei consigli di amministrazione di ENI, di Leonardo e delle controllate di Gazprom.

## Controversie
Nel gennaio 2016 l'ambasciatore di Ucraina Yevhen Perelygin ha pubblicato un appello sulla pagina Facebook del ministero degli Esteri ucraino rivolto alla redazione della rivista affinché questa modificasse "in conformità alle frontiere della Federazione Russa internazionalmente riconosciute" una mappa pubblicata sulla rivista in cui la Crimea era rappresentata come facente parte della Russia. Il direttore Lucio Caracciolo ha spiegato che, a prescindere dal riconoscimento internazionale, la cartina contestata rifletteva la realtà di fatto e non ha voluto modificarla.

## Direttori
- Lucio Caracciolo (1993 - in carica)

## Riviste partner
- Limes. Revue française de géopolitique
- Heartland, rivista geopolitica in lingua inglese.[13]
- Limesplus, l'estensione in lingua serbo-croata di Limes di approfondimento per l'area dell'Europa sud-orientale.